# Depresiunea Erzgebirge

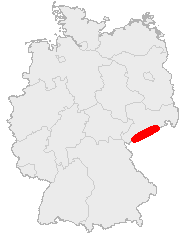
Așezarea Munţilor Metaliferi în Germania

Depresiunea Erzgebirge se află situat la nord de Westerzgebirge (Munții Metaliferi de vest) și „Munții Metaliferi de Est” în landul Saxonia, Germania. 

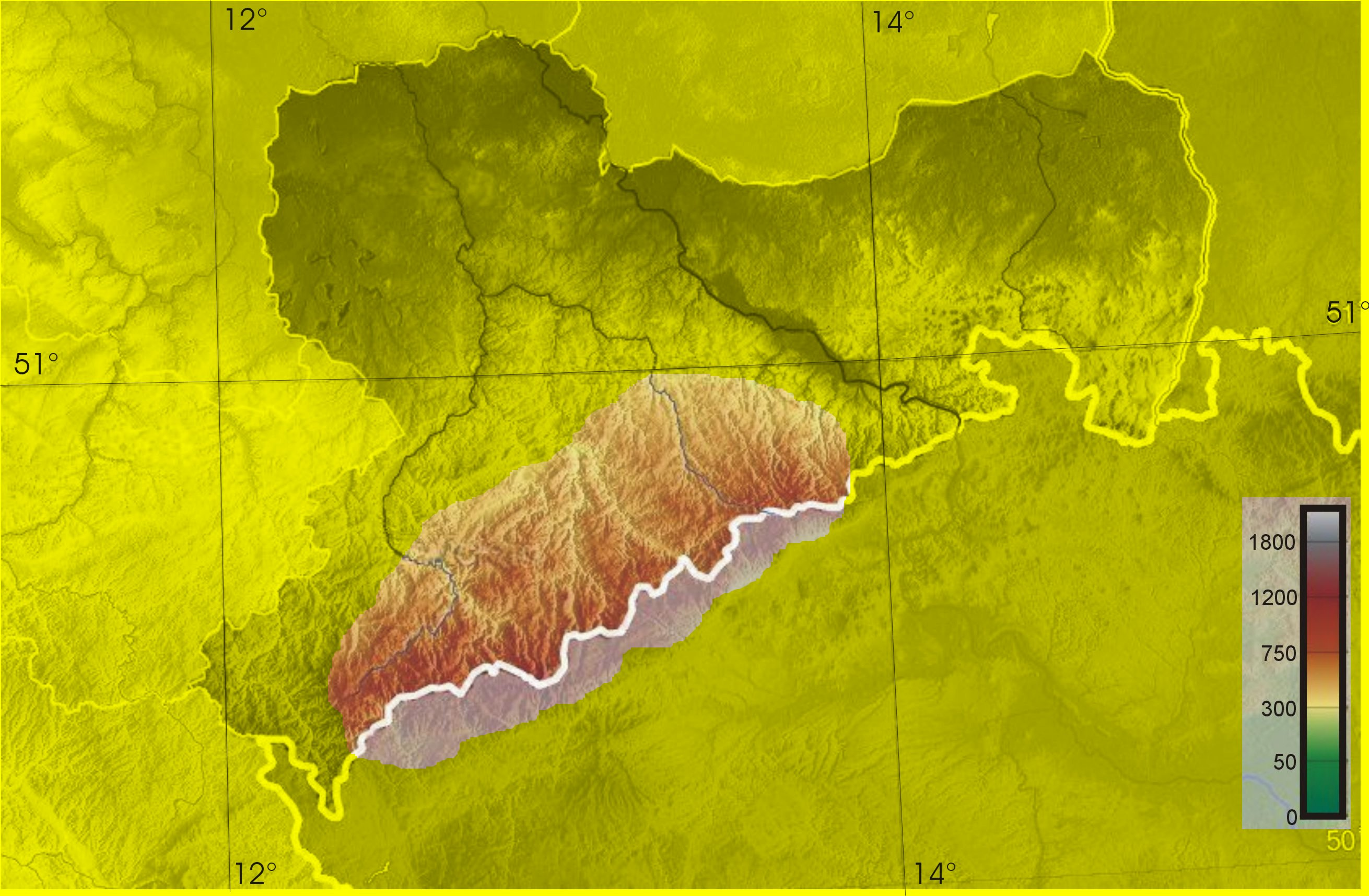
Hrta fizică a Munţilor Metaliferi (Erzgebirge)

Depresiune are altitudinea de 250 - 400 m deasupra n.m., structura petrografică fiind caracterizată prin roci sedimentare de culoare roșie din perioada permiană (299 - 257 milioane de ani vechime). 
Culoarea roșie a rocii se datorează oxizilor de fier, în care predomină hematitul.
Intinderea bazinului este cuprinsă între orașele Zwickau și Chemnitz. La nord depresiunea este despărțită de Erzgebirge prin dealurile Rabensteiner.
In afara regiunilor mai joase care sunt umede, bazinul are o climă cu ierni blânde și un sol roditor de culoare roșiatică. Flora este alcătuită din păduri de foiase, unde predomină fagul și stejarul.